# Heliciopsis cockburnii
Heliciopsis cockburnii är en tvåhjärtbladig växtart som beskrevs av Kochummen. Heliciopsis cockburnii ingår i släktet Heliciopsis och familjen Proteaceae. Inga underarter finns listade i Catalogue of Life.